# Saison 2017 de l'équipe cycliste Riwal Platform
La saison 2017 de l'équipe cycliste Riwal Platform est la neuvième de cette équipe.

## Préparation de la saison 2017

### Arrivées et départs
| Arrivées             | Équipe 2016            |
| -------------------- | ---------------------- |
| Stefan Djurhuus      | Almeborg-Bornholm      |
| Andreas Kron         |                        |
| Chris Anker Sørensen | Fortuneo-Vital Concept |
| Mathias Westergaard  | Almeborg-Bornholm      |
| Kasper Würtz Schmidt |                        |

| Départs                | Équipe 2017           |
| ---------------------- | --------------------- |
| Steffen Christiansen   | BHS-Almeborg Bornholm |
| Emil Bækhøj Halvorsen  |                       |
| Kasper Linde Jørgensen |                       |
| Morten Øllegård        | BHS-Almeborg Bornholm |
| Casper Pedersen        | Giant-Castelli        |
| Casper von Folsach     | Giant-Castelli        |

## Coureurs et encadrement technique

### Effectif
| Cycliste             | Date de naissance | Nationalité | Équipe 2016            |  |
| -------------------- | ----------------- | ----------- | ---------------------- |  |
| Jonas Aaen Jørgensen | 20 avril 1986     | Danemark    | Riwal Platform         |  |
| Nicolai Brøchner     | 4 juillet 1993    | Danemark    | Riwal Platform         |  |
| Stefan Djurhuus      | 7 avril 1990      | Danemark    | Almeborg-Bornholm      |  |
| Patrick Clausen      | 2 juillet 1990    | Danemark    | Riwal Platform         |  |
| Jonas Gregaard       | 30 juillet 1996   | Danemark    | Riwal Platform         |  |
| Tobias Kongstad      | 14 septembre 1996 | Danemark    | Riwal Platform         |  |
| Andreas Kron         | 1er juin 1998     | Danemark    |                        |  |
| Jesper Mørkøv        | 11 mars 1988      | Danemark    | Riwal Platform         |  |
| Rasmus Mygind        | 8 mai 1989        | Danemark    | Riwal Platform         |  |
| Andreas Stokbro      | 8 avril 1997      | Danemark    | Riwal Platform         |  |
| Chris Anker Sørensen | 5 septembre 1984  | Danemark    | Fortuneo-Vital Concept |  |
| Jesper Vinkel        | 7 février 1996    | Danemark    | Riwal Platform         |  |
| Troels Vinther       | 24 février 1987   | Danemark    | Riwal Platform         |  |
| Mathias Westergaard  | 21 février 1994   | Danemark    | Almeborg-Bornholm      |  |
| Kasper Würtz Schmidt | 25 août 1995      | Danemark    |                        |  |

## Bilan de la saison

### Victoires
| Victoires | Victoires        | Victoires | Victoires | Victoires        | Victoires |
| Date      | Course           | Pays      | Classe    | Vainqueur        |           |
| --------- | ---------------- | --------- | --------- | ---------------- | --------- |
| 28 avr.   | Himmerland Rundt | Danemark  | 1.2       | Nicolai Brøchner |           |